# Augustus C. Merriam
Augustus Chapman Merriam (* 30. Mai 1843 in Leyden, New York; † 19. Januar 1895 in Athen) war ein US-amerikanischer Klassischer Philologe, Archäologe und Epigraphiker, der ab 1868 an der Columbia University wirkte. Er war der erste Professor der Archäologie und Epigraphik an der Columbia University und ein bedeutender Vertreter dieses Zweigs der Altertumswissenschaften in den USA.

## Leben
Augustus Chapman Merriam war das jüngste Kind von Ela Merriam (1794–1873) und Lydia Sheldon Merriam (1800–1886). Er wuchs mit zwölf Geschwistern auf einer Farm in Leyden (New York) auf, die sein Vater 1821 bezogen hatte und die den Namen Locust Grove trug. Sein Vater war Landwirt, Kommandeur der örtlichen Bürgerwehr und von 1824 bis 1850 Leiter des Postwesens in der Region.
Augustus C. Merriam studierte von 1862 bis 1866 am Columbia College (der späteren Columbia University) in New York (bei Charles Anthon und Henry Drisler), wo er 1866 den Bachelorgrad (A. B.) erlangte. Von 1867 bis 1868 unterrichtete an der Columbia Grammar School (einer akademischen Vorschule), ehe er 1868 als Tutor des Griechischen und Lateinischen (ab 1876: nur des Griechischen) am Columbia College angestellt wurde. An dieser Universität verbrachte er seine gesamte weitere Laufbahn. Nachdem er 1879 die Ehrendoktorwürde (Ph. D. hon.) des Hamilton College erhalten hatte, ernannte ihn das Columbia College 1880 zum Adjunct Professor of Greek Language and Literature.
Merriam gehörte zu den ersten Altertumswissenschaftlern der USA, die sich mit Epigraphik beschäftigten. Er war Mitglied auf Lebenszeit (Life Member) des Archaeological Institute of America und der American Philological Association und beteiligte sich bei dem gemeinsamen Projekt der beiden Gesellschaften, ein Studienzentrum für amerikanische Studenten in Griechenland zu errichten. Dies war die American School of Classical Studies at Athens (ASCSA), gegründet 1881. Merriam gehörte ihrem Leitungsgremium ab 1885 an. Im Jahr 1886/87 war er Präsident der American Philological Association, im folgenden Jahr 1887/88 Leiter (Director) der ASCSA. In dieser Funktion leitete er die archäologischen Grabungen der Schule in Sikyon und Dionyso, bei denen erstmals die Lage des attischen Demos Ikaria bestätigt wurde.
Nach seiner Rückkehr in die USA wurde Merriam 1890 am Columbia College zum Professor der Griechischen Archäologie und Epigraphik ernannt. Er war der erste Inhaber dieses neu geschaffenen Lehrstuhls. Daneben beteiligte er sich weiterhin an den Arbeiten des Leitungsgremiums der ASCSA (auch als Vorsitzender der Kommission für die Publikationen der Schule) und war von 1891 bis 1894 Präsident des Archaeological Institute of America.
Im Juli 1894 brach Merriam zu einer längeren Studienreise nach Europa auf, für die er ein Jahr Urlaub nahm. Bis Dezember 1894 hielt er sich in England auf, reiste dann nach Griechenland weiter und erreichte Athen am 25. Dezember 1894. Bei einem Besuch der Akropolis zog er sich eine schwere Erkältung zu, die sich nach einem weiteren Besuch auf der Akropolis im Januar zu einer akuten Lungenentzündung entwickelte. Er starb vier Tage später, am 19. Januar 1895, im Alter von 51 Jahren.
Merriam wurde auf dem Ersten Athener Friedhof (Protestantische Sektion) begraben. Auf dem Grab seiner Familie in Locust Grove ist sein Name ebenfalls aufgezeichnet.

## Wissenschaftliches Werk

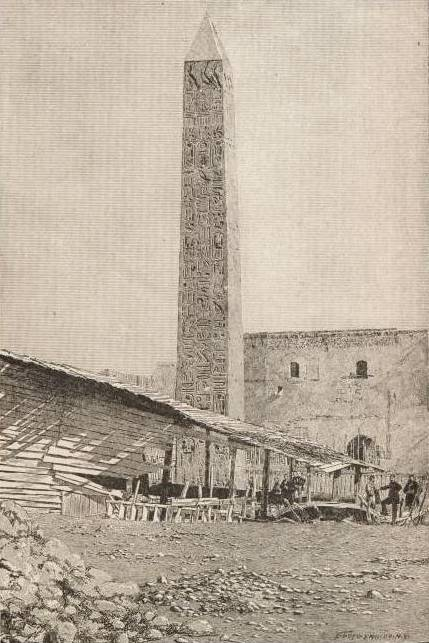
Der Obelisk (Cleopatra’s Needle) vor seiner Überführung nach New York. Zeitgenössische Fotografie

Merriams Forschungsschwerpunkt war ursprünglich (entsprechend seinem akademischen Lehramt) die griechische Literatur. Er veröffentlichte einige Studien zu den homerischen Epen und eine Ausgabe der Phaiaken-Episode der Odyssee (1880). Seine literaturgeschichtlichen Studien führten ihn allmählich zur Archäologie und Epigraphik, die im 19. Jahrhundert durch zahlreiche Funde eine neue Bewertung verschiedener Fragestellungen ermöglichte.
Auch aktuelle Ereignisse führten Merriam zur Archäologie. 1880 war ein ägyptischer Obelisk, die sogenannte Nadel der Kleopatra, von Alexandria nach New York transportiert worden. Während der Obelisk im Central Park ausgestellt wurde, gelangten die Inschriftenplatten in das Metropolitan Museum of Art. Merriam untersuchte die griechischen Inschriften des Obelisken eingehend und gelangte zu einer neuen Datierung des Obelisken. Bei seinen Forschungen fand Merriam beispielsweise heraus, dass die Widmungsinschrift sich nicht (wie Theodor Mommsen angenommen hatte) auf Gaius Iulius Caesar bezog, sondern auf seinen Neffen Caesar Augustus. Die Konsequenzen dieser Entdeckung für das römische Staatsrecht führte Merriam 1883 in seinem Buch The Greek and Latin Inscriptions on the Obelisk-Crab in the Metropolitan Museum, New York sowie in einem Aufsatz desselben Jahres aus, der international rezipiert wurde.
Weitere Veröffentlichungen Merriams waren einerseits eine Auswahlausgabe von Herodots Historien (1885), andererseits Einzelstudien zu archäologischen und epigraphischen Themen. Er veröffentlichte beispielsweise über Inschriften auf Vasen, über das 1884 entdeckte Stadtrecht von Gortys, über gemalte Grabinschriften und über mythologische Darstellungen auf Vasen (Herakles, Geryon, Hydra). Das Fernmeldewesen der antiken Griechen untersuchte er in einer Abhandlung mit dem Titel Telegraphing Among the Ancients (1890).

## Schriften (Auswahl)
- The Phaeacian Episode of the Odyssey. Harper & Brothers, New York NY 1880, (Digitalisat).
- The Greek and Latin Inscriptions on the Obelisk-Crab in the Metropolitan Museum, New York. A Monograph. Harper & Brothers, New York NY 1883, (Digitalisat).
- The Sixth and Seventh Books of Herodotus. Harper & Brothers, New York NY 1885.
- Telegraphing Among the Ancients (= Papers of the Archaeological Institute of America. Classical Series. 3). Cambridge University Press, Cambridge MA 1890, (Digitalisat).